# Rhinobatos granulatus
Rhinobatos granulatus é uma espécie de peixe da família Rhinobatidae.
Pode ser encontrada nos seguintes países: Austrália, Índia, Indonésia, Kuwait, Myanmar, Paquistão, Papua-Nova Guiné, as Filipinas, Sri Lanka, Tailândia, Vietname, possivelmente China e possivelmente em Omã.
Os seus habitats naturais são: mar aberto, recifes de coral e águas estuarinas.